# 금강군
금강군(金剛郡)은 조선민주주의인민공화국의 강원도에 속해 있는 군이다.

## 지리
북조선 통치하의 강원도 동남부, 금강산의 서쪽에 위치한다. 군의 상당 부분은 태백산맥의 산악 지대로 경지는 적다. 가장 높은 지점은 금강산의 비로봉이다. 전체 면적의 약 85%가 산림이다. 금강산에서 발원하는 금강천·동금강천이 군내를 흐르고 있다.
동쪽으로 고성군, 서북쪽으로 회양군, 서쪽으로 창도군과 접한다. 남쪽은 한반도의 군사 분계선을 사이에 두고 대한민국 통치하의 강원도이다.

## 역사
현재의 금강군은 구한말에는 회양군에 속하여 있었고, 동남부 일부는 린제군에 속하여 있었다. 1906년에 수입면은 회양군에서 양구군으로 이관되었다. 현재의 군 인민위원회 소재지인 금강읍은 일찍이 말휘리로 불렸다. 말휘리가 포함되어 있던 회양군 장양면은 1938년에 내금강면으로 개칭되었다. 일제 강점기에는 금강산 내금강 지역으로 가는 금강산선 철도가 뚫리기도 하였다.
현재의 금강군 지역은 해방 후에 북조선의 영역이 되었고 6.25 전쟁 중에는 38도선에 가까운 금강산 주변의 이 지역은 격전지가 되었다. 전쟁이 교착 단계에 들어간 1952년 12월, 내금강면의 전역, 사동면·안풍면의 대부분, 린제군 북조선 지배 지역의 전부·양구군 북조선 지배 지역의 일부를 합쳐 금강군이 편성되었다(1읍 26리). 이때 수입면 군사분계선 이북 지역의 서부는 창도군으로 편입되었다.
1987년에 2개리를 창도군에 이관하였고, 2000년 11월에 창도군의 9개리를 편입하였다. 이 때 오천리 · 인패리 · 대정리 · 면천리 · 철벽리는 오천리로, 송거리 · 천리는 송거리로 통합되면서 금강군에 이관되었다. 이로서 옛 수입면의 군사분계선 이북 지역을 전부 편입하였다.

## 행정 구역
금강읍과 금천리(金泉里), 금풍리(金豊里), 내강리(內剛里), 단풍리(丹楓里), 룡암리(龍巖里), 문등리(文登里), 방목리(方目里), 백현리(栢峴里), 북점리(北店里), 세동리(細洞里), 소곤리(小坤里), 속사리(束沙里), 송거리(松巨里), 순갑리(順甲里), 신교리(新橋里), 신원리(新院里), 신읍리(新邑里), 안미리(安美里), 오천리(烏川里), 이포리(伊布里), 청두리(靑杜里), 풍미리(豊美里), 하회리(下檜里), 현동리(縣洞里), 현리(縣里), 화천리(化川里)로 구성되어 있다.

## 산업
주산업은 농업이고 쌀, 옥수수가 주요 작물이다. 그러나 경작 가능한 땅은 8.5%에 불과하다. 제조업과 축산업 또한 지역 경제에 기여를 한다. 금, 텅스텐, 석영 광산이 있다.

## 같이 보기
- 금강산